# Gradinje (gmina Dimitrovgrad)
Gradinje (cyr. Градиње) – wieś w Serbii, w okręgu pirockim, w gminie Dimitrovgrad. W 2011 roku liczyła 161 mieszkańców.